# 香川哲男
香川哲男（かがわ てつお、1969年 - ）是一位日本業餘天文學家。

## 貢獻
自1997年以來，香川哲男在靜岡縣函南町月光天文台發現了115顆小行星（其中17顆是與浦田武共同發現的），包括小行星9123良子。他也對日本平觀光天文中心浦田武發現的小行星進行了多次後續觀測。
小行星6665以香川哲男來命名，以紀念香川對小行星的發現以及對浦田發現的小行星的後續研究做出的貢獻而命名。